# Aleksander Laskowski (oficer kawalerii)
Aleksander Laskowski (ur. 23 lutego 1870, zm. ?) – podpułkownik kawalerii Wojska Polskiego.

## Życiorys
Urodził się 23 lutego 1870. Po odzyskaniu przez Polskę niepodległości został przyjęty do Wojska Polskiego. Brał udział w wojnie polsko-bolszewickiej. 15 lipca 1920 roku został zatwierdzony z dniem 1 kwietnia 1920 roku w stopniu majora, w kawalerii, w grupie oficerów byłych Korpusów Wschodnich i byłej armii rosyjskiej. Pełnił wówczas służbę w Dowództwie Okręgu Generalnego Poznań.
8 stycznia 1924 został zatwierdzony w stopniu podpułkownika ze starszeństwem z dniem 1 czerwca 1919 i 3. lokatą w korpusie oficerów rezerwy kawalerii. W latach 1923–1924 jako oficer rezerwy 15 pułku ułanów został zatrzymany w służbie czynnej. W styczniu 1925 przedłużono mu do dnia 30 czerwca tego roku odkomenderowanie do Gabinetu Ministra Spraw Wojskowych. 

## Ordery i odznaczenia
- Krzyż Kawalerski Orderu Odrodzenia Polski (2 maja 1923)[6][7][8]
- Krzyż Walecznych